# Poutnov (zámek)
Poutnov je zřícenina zámku ve stejnojmenné vesnici severozápadně od Teplé v okrese Cheb. Zámek založili v sedmnáctém století příslušníci rodu Schindelů z Hirschfeldu. Později se v jeho držení vystřídala řada majitelů a nakonec sloužil jako obytný dům. Ve dvacátém století přestal být udržován, a změnil se ve zříceninu.

## Historie
První písemná zmínka o panském sídle v Poutnově pochází z roku 1456, kdy je doložena tvrz v majetku Dyeze Hofera. Nějaké panské sídlo zde však stálo nejspíš již ve čtrnáctém století. V první polovině sedmnáctého století byla vesnice rozdělena mezi dva majitele. Jedna část patřila Jiřímu Kfelířovi ze Zakšova, který zde sídlil v panském domě, a druhou vlastnili Schindelové z Hirschfeldu, kteří si po roce 1627 postavili na okraji starého poplužního dvora barokní zámek.
Poutnov patřil Schindelům do čtyřicátých let osmnáctého století. Od nich vesnici získal loketský hejtman Jan Ott z Ottilienfeldu, po kterém ji zdědil jeho syn Karel. V roce 1803 zámek koupili poutnovští poddaní, ale již roku 1804 jej prodali Johannu Weissovi z Chebu. Po něm se majitelem zámku znovu na krátkou dobu stal Karel z Ottilienfeldu a poté Jan Knoll, Egid Sölch, Albrecht Dejm ze Stříteže a od roku 1865 Alfréd Beaufort-Spontin, jehož potomkům patřil až do dvacátého století.
Po druhé světové válce se až do osmdesátých let dvacátého století na zámku ještě bydlelo, ale poté začala opuštěná budova chátrat. Zatékající voda poničila krov, obvodové zdi a strop v prvním patře.

## Stavební podoba
Zámek je obdélná jednopatrová budova v jihovýchodní části návsi s hladkou fasádou, kterou člení novodobá okna a korunní římsa. Přízemí obsahuje ve střední části vstupní halu se schodištěm do prvního patra, kuchyni a chodbu. Po obou stranách střední části se nachází dvojice místností. Z původních architektonických prvků se dochovalo pouze část ostění okna nebo dveří z osmnáctého století a valená klenba ve třech přízemních místnostech.